# Bradley Junction
Bradley Junction es un lugar designado por el censo ubicado en el condado de Polk en el estado estadounidense de Florida. En el Censo de 2010 tenía una población de 686 habitantes y una densidad poblacional de 123,14 personas por km².

## Geografía
Bradley Junction se encuentra ubicado en las coordenadas 27°47′40″N 81°58′42″O / 27.79444, -81.97833. Según la Oficina del Censo de los Estados Unidos, Bradley Junction tiene una superficie total de 5.57 km², de la cual 5.46 km² corresponden a tierra firme y (2%) 0.11 km² es agua.

## Demografía
Según el censo de 2010, había 686 personas residiendo en Bradley Junction. La densidad de población era de 123,14 hab./km². De los 686 habitantes, Bradley Junction estaba compuesto por el 60.93% blancos, el 33.24% eran afroamericanos, el 0.73% eran amerindios, el 0.58% eran asiáticos, el 0% eran isleños del Pacífico, el 3.21% eran de otras razas y el 1.31% pertenecían a dos o más razas. Del total de la población el 6.85% eran hispanos o latinos de cualquier raza.